# Транскрипционная система Палладия

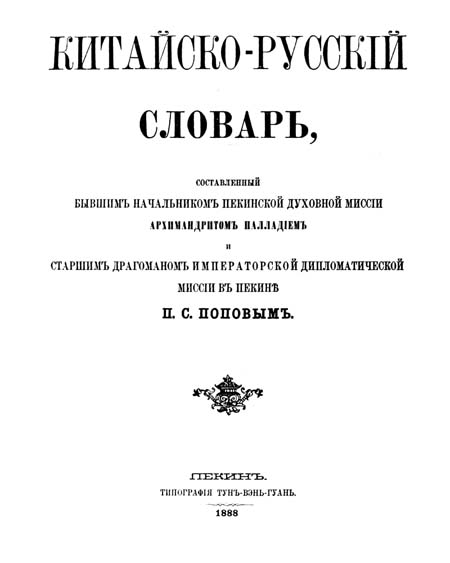
Китайско-русский словарь Палладия (Кафарова). Пекин, 1888 год.

Транскрипционная система Палла́дия — общепринятая система транскрипции китайского языка на русский язык.
Первая система китайско-русской транскрипции была разработана известным китаеведом архимандритом Иакинфом (Бичуриным) в 1839 году, что делает её более ранней, чем пиньинь и система Уэйда-Джайлза. Позднее она была несколько видоизменена и популяризована употреблением в «Полном китайско-русском словаре» архимандрита Палладия (Кафарова) и Павла Попова (Пекин, 1888), откуда она получила название палладиевской («палладица»). Эта транскрипционная система «сохранила свои позиции и с незначительными изменениями используется и поныне». Палладиевская система сейчас является общепринятой и фактически единственной системой записи китайских имён собственных в русском языке и используется в различных сферах для территорий и лиц, связанных со всей территорией Китая (в том числе Тайваня и Гонконга) и китайской диаспоры. Однако следует понимать, что данная система транскрипции отражает лишь стандартную произносительную норму — путунхуа — лишь одного из китайских языков (севернокитайского), хотя и самую распространённую и признаваемую большинством китайцев в качестве литературного языка.

## Система

### Запись инициалей
|               |                | Губные         | Альвеолярные     | Ретрофлексные     | Палатальные      | Велярные       |
| ------------- | -------------- | -------------- | ---------------- | ----------------- | ---------------- | -------------- |
| Носовые       | Носовые        | м [m] m ㄇ m   | н [n] n ㄋ n     |                   |                  |                |
| Взрывные      | Простые        | б [p] p ㄅ b   | д [t] t ㄉ d     |                   |                  | г [k] k ㄍ g   |
| Взрывные      | Придыхательные | п [pʰ] p' ㄆ p | т [tʰ] t' ㄊ t   |                   |                  | к [kʰ] k' ㄎ k |
| Аффрикаты     | Простые        |                | цз [t͡s] ts ㄗ z  | чж [t͡ʂ] ch ㄓ zh  | цз [t͡ɕ] ch ㄐ j  |                |
| Аффрикаты     | Придыхательные |                | ц [t͡sʰ] ts' ㄘ c | ч [t͡ʂʰ] ch' ㄔ ch | ц [t͡ɕʰ] ch' ㄑ q |                |
| Фрикативные   | Фрикативные    | ф [f] f ㄈ f   | с [s] s ㄙ s     | ш [ʂ] sh ㄕ sh    | с [ɕ] hs ㄒ x    | х [x] h ㄏ h   |
| Аппроксиманты | Аппроксиманты  |                | л [l] l ㄌ l     | ж [ɻ] j ㄖ r      |                  |                |

### Запись финалей
| Основная гласная   | Основная гласная   | a                  | a                      | a                     | a                       | a                        | ə                     | ə                   | ə                  | ə                    | ə                       | ə                 | ∅                 |
| Конечный согласный | Конечный согласный | ∅                  | i                      | u                     | n                       | ŋ                        | ∅                     | i                   | u                  | n                    | ŋ                       | ɻ                 | ∅                 |
| Медиаль            | ∅                  | a [ɑ] ㄚ a         | ай [aɪ̯] ai ㄞ ai       | ao [ɑʊ̯] ao ㄠ ao      | ань [ɑn] an ㄢ an       | ан [ɑŋ] ang ㄤ ang       | э [ɯ̯ʌ] ê/o ㄜ e       | эй [eɪ̯] ei ㄟ ei    | оу [ɤʊ̯] ou ㄡ ou   | энь [ən] ên ㄣ en    | эн [əŋ] êng ㄥ eng      | эр [ɑɻ] êrh ㄦ er | и/ы [ʅ/ɿ] ih/ŭ -i |
| Медиаль            | i                  | я [i̯ɑ] ia ㄧㄚ ia  |                        | яо [i̯ɑʊ̯] iao ㄧㄠ iao | янь [i̯ɛn] ien ㄧㄢ ian  | ян [i̯ɑŋ] iang ㄧㄤ iang  | е [i̯ɛ] ieh ㄧㄝ ie    |                     | ю [i̯ɤʊ̯] iu ㄧㄡ iu | инь [in] in ㄧㄣ in  | ин [iŋ] ing ㄧㄥ ing    |                   | и [i] i ㄧ i      |
| Медиаль            | u                  | уа [u̯ɑ] ua ㄨㄚ ua | уай [u̯ɑɪ̯] uai ㄨㄞ uai |                       | уань [u̯ɑn] uan ㄨㄢ uan | уан [u̯ɑŋ] uang ㄨㄤ uang | о [u̯ɔ] o/uo ㄨㄛ o/uo | уй [u̯eɪ̯] ui ㄨㄟ ui |                    | унь [u̯ən] un ㄨㄣ un | ун [ʊŋ] ung ㄨㄥ ong    |                   | у [u] u ㄨ u      |
| Медиаль            | y                  |                    |                        |                       | юань [y̯ɛn] üan ㄩㄢ üan |                          | юэ [y̯œ] üeh ㄩㄝ üe   |                     |                    | юнь [yn] ün ㄩㄣ ün  | юн [i̯ʊŋ] iung ㄩㄥ iong |                   | юй [y] ü ㄩ ü     |

## Перевод пиньиня в систему Палладия
Русская транскрипция может осуществляться напрямую с иероглифического написания с использованием китайско-русских словарей, в которых чтения иероглифов приводятся сразу в кириллице. В противном случае для русской транскрипции может использоваться запись латиницей, в частности с помощью наиболее распространённой ныне системы романизации — пиньиня.
| A                      | A                     | A                | A              |
| ---------------------- | --------------------- | ---------------- | -------------- |
| a — а                  | ai — ай               | an — ань         | ang — ан       |
| ao — ао                |                       |                  |                |
| B                      |                       |                  |                |
| ba — ба                | bai — бай             | ban — бань       | bang — бан     |
| bao — бао              | bei — бэй             | ben — бэнь       | beng — бэн     |
| bi — би                | bian — бянь           | biao — бяо       | bie — бе       |
| bin — бинь             | bing — бин            | bo — бо          | bu — бу        |
| C                      |                       |                  |                |
| ca — ца                | cai — цай             | can — цань       | cang — цан     |
| cao — цао              | ce — цэ               | cei — цэй        | cen — цэнь     |
| ceng — цэн             | ci — цы               | cong — цун       | cou — цоу      |
| cu — цу                | cuan — цуань          | cui — цуй        | cun — цунь     |
| cuo — цо               |                       |                  |                |
| CH                     |                       |                  |                |
| cha — ча               | chai — чай            | chan — чань      | chang — чан    |
| chao — чао             | che — чэ              | chen — чэнь      | cheng — чэн    |
| chi — чи               | chong — чун           | chou — чоу       | chu — чу       |
| chua — чуа             | chuai — чуай          | chuan — чуань    | chuang — чуан  |
| chui — чуй             | chun — чунь           | chuo — чо        |                |
| D                      |                       |                  |                |
| da — да                | dai — дай             | dan — дань       | dang — дан     |
| dao — дао              | de — дэ               | dei — дэй        | den — дэнь     |
| deng — дэн             | di — ди               | dia — дя         | dian — дянь    |
| diang — дян            | diao — дяо            | die — де         | ding — дин     |
| diu — дю               | dong — дун            | dou — доу        | du — ду        |
| duan — дуань           | dui — дуй             | dun — дунь       | duo — до       |
| E                      |                       |                  |                |
| e — э                  | ê, ei — эй            | en — энь         | eng — эн       |
| er — эр                |                       |                  |                |
| F                      |                       |                  |                |
| fa — фа                | fan — фань            | fang — фан       | fei — фэй      |
| fen — фэнь (уст. фынь) | feng — фэн (уст. фын) | fiao — фяо       | fo — фо        |
| fou — фоу              | fu — фу               |                  |                |
| G                      |                       |                  |                |
| ga — га                | gai — гай             | gan — гань       | gang — ган     |
| gao — гао              | ge — гэ               | gei — гэй        | gen — гэнь     |
| geng — гэн             | go — го               | gong — гун       | gou — гоу      |
| gu — гу                | gua — гуа             | guai — гуай      | guan — гуань   |
| guang — гуан           | gui — гуй             | gun — гунь       | guo — го       |
| H                      |                       |                  |                |
| ha — ха                | hai — хай             | han — хань       | hang — хан     |
| hao — хао              | he — хэ               | hei — хэй        | hen — хэнь     |
| heng — хэн             | hm — хм               | hng — хн         | hong — хун     |
| hou — хоу              | hu — ху               | hua — хуа        | huai — хуай    |
| huan — хуань           | huang — хуан          | hui — хуэй (хой) | hun — хунь     |
| huo — хо               |                       |                  |                |
| J                      |                       |                  |                |
| ji — цзи               | jia — цзя             | jian — цзянь     | jiang — цзян   |
| jiao — цзяо            | jie — цзе             | jin — цзинь      | jing — цзин    |
| jiong — цзюн           | jiu — цзю             | ju — цзюй        | juan — цзюань  |
| jue — цзюэ             | jun — цзюнь           |                  |                |
| K                      |                       |                  |                |
| ka — ка                | kai — кай             | kan — кань       | kang — кан     |
| kao — као              | ke — кэ               | kei — кэй        | ken — кэнь     |
| keng — кэн             | kong — кун            | kou — коу        | ku — ку        |
| kua — куа              | kuai — куай           | kuan — куань     | kuang — куан   |
| kui — куй              | kun — кунь            | kuo — ко         |                |
| L                      |                       |                  |                |
| la — ла                | lai — лай             | lan — лань       | lang — лан     |
| lao — лао              | le — лэ               | lei — лэй        | leng — лэн     |
| li — ли                | lia — ля              | lian — лянь      | liang — лян    |
| liao — ляо             | lie — ле              | lin — линь       | ling — лин     |
| liu — лю               | lo — ло               | long — лун       | lou — лоу      |
| lu — лу                | lü — люй              | luan — луань     | lüan — люань   |
| lüe — люэ              | lun — лунь            | lün — люнь       | luo — ло       |
| M                      |                       |                  |                |
| m — м                  | ma — ма               | mai — май        | man — мань     |
| mang — ман             | mao — мао             | me — мэ          | mei — мэй      |
| men — мэнь (уст. мынь) | meng — мэн (уст. мын) | mi — ми          | mian — мянь    |
| miao — мяо             | mie — ме              | min — минь       | ming — мин     |
| miu — мю               | mm — мм               | mo — мо          | mou — моу      |
| mu — му                |                       |                  |                |
| N                      |                       |                  |                |
| n — нь                 | na — на               | nai — най        | nan — нань     |
| nang — нан             | nao — нао             | ne — нэ          | nei — нэй      |
| nen — нэнь             | neng — нэн            | ng — н           | ni — ни        |
| nia — ня               | nian — нянь           | niang — нян      | niao — няо     |
| nie — не               | nin — нинь            | ning — нин       | niu — ню       |
| nong — нун             | nou — ноу             | nu — ну          | nun — нунь     |
| nü — нюй               | nuan — нуань          | nüe — нюэ        | nuo — но       |
| O                      |                       |                  |                |
| o — о                  | ou — оу               |                  |                |
| P                      |                       |                  |                |
| pa — па                | pai — пай             | pan — пань       | pang — пан     |
| pao — пао              | pei — пэй             | pen — пэнь       | peng — пэн     |
| pi — пи                | pian — пянь           | piang — пян      | piao — пяо     |
| pie — пе               | pin — пинь            | ping — пин       | po — по        |
| pou — поу              | pu — пу               |                  |                |
| Q                      |                       |                  |                |
| qi — ци                | qia — ця              | qian — цянь      | qiang — цян    |
| qiao — цяо             | qie — це              | qin — цинь       | qing — цин     |
| qiong — цюн            | qiu — цю              | qu — цюй         | quan — цюань   |
| que — цюэ              | qun — цюнь            |                  |                |
| R                      |                       |                  |                |
| ran — жань             | rang — жан            | rao — жао        | re — жэ        |
| rem — жэм              | ren — жэнь            | reng — жэн       | ri — жи        |
| rong — жун             | rou — жоу             | ru — жу          | rua — жуа      |
| ruan — жуань           | rui — жуй             | run — жунь       | ruo — жо       |
| S                      |                       |                  |                |
| sa — са                | sai — сай             | san — сань       | sang — сан     |
| sao — сао              | se — сэ               | sei — сэй        | sen — сэнь     |
| seng — сэн             | si — сы               | song — сун       | sou — соу      |
| su — су                | suan — суань          | sui — суй        | sun — сунь     |
| suo — со               |                       |                  |                |
| SH                     |                       |                  |                |
| sha — ша               | shai — шай            | shan — шань      | shang — шан    |
| shao — шао             | she — шэ              | shei — шэй       | shen — шэнь    |
| sheng — шэн            | shi — ши              | shou — шоу       | shu — шу       |
| shua — шуа             | shuai — шуай          | shuan — шуань    | shuang — шуан  |
| shui — шуй             | shun — шунь           | shuo — шо        |                |
| T                      |                       |                  |                |
| ta — та                | tai — тай             | tan — тань       | tang — тан     |
| tao — тао              | te — тэ               | tei — тэй        | ten — тэнь     |
| teng — тэн             | ti — ти               | tian — тянь      | tiang — тян    |
| tiao — тяо             | tie — те              | ting — тин       | tong — тун     |
| tou — тоу              | tu — ту               | tuan — туань     | tui — туй      |
| tun — тунь             | tuo — то              |                  |                |
| W                      |                       |                  |                |
| wa — ва                | wai — вай             | wan — вань       | wang — ван     |
| wao — вао              | wei — вэй             | wen — вэнь       | weng — вэн     |
| wo — во                | wu — у                |                  |                |
| X                      |                       |                  |                |
| xi — си                | xia — ся              | xian — сянь      | xiang — сян    |
| xiao — сяо             | xie — се              | xin — синь       | xing — син     |
| xiong — сюн            | xiu — сю              | xu — сюй         | xuan — сюань   |
| xue — сюэ              | xun — сюнь            |                  |                |
| Y                      |                       |                  |                |
| ya — я                 | yai — яй              | yan — янь        | yang — ян      |
| yao — яо               | ye — е                | yi — и           | yin — инь      |
| ying — ин              | yo — йо, ё            | yong — юн        | you — ю        |
| yu — юй                | yuan — юань           | yue — юэ         | yun — юнь      |
| Z                      |                       |                  |                |
| za — цза               | zai — цзай            | zan — цзань      | zang — цзан    |
| zao — цзао             | ze — цзэ              | zei — цзэй       | zem — цзэм     |
| zen — цзэнь            | zeng — цзэн           | zi — цзы         | zong — цзун    |
| zou — цзоу             | zu — цзу              | zuan — цзуань    | zui — цзуй     |
| zun — цзунь            | zuo — цзо             |                  |                |
| ZH                     |                       |                  |                |
| zha — чжа              | zhai — чжай           | zhan — чжань     | zhang — чжан   |
| zhao — чжао            | zhe — чжэ             | zhei — чжэй      | zhen — чжэнь   |
| zheng — чжэн           | zhi — чжи             | zhong — чжун     | zhou — чжоу    |
| zhu — чжу              | zhua — чжуа           | zhuai — чжуай    | zhuan — чжуань |
| zhuang — чжуан         | zhui — чжуй           | zhun — чжунь     | zhuo — чжо     |

## Комментарии
Слоги, заканчивающиеся в пиньине на -ng, в транскрипции Палладия заканчиваются на -н (в оригинальной дореволюционной орфографии — -нъ) (см. Shanghai — Шанхай). Слоги, заканчивающиеся в пиньине на -n, в транскрипции Палладия заканчиваются на -нь (Shaolin — Шаолинь).
Также в дореволюционной орфографии сочетание звуков [йе] обозначалось буквой «ѣ» (ять), например: ye → ѣ, xie → сѣ и т. д.
Китайские тоны в русской передаче не отражаются, за исключением специальных случаев использования в словарях и учебных материалах.

### Стык слогов
Если при транскрипции двух соседних слогов одного слова первый заканчивается на -н, а следующий начинается на гласную, то на стыке ставится разделительный ъ, например: 长安 Чанъань, 朋友 пэнъю.
Суффикс -эр (儿), добавляемый в конце слов, передаётся посредством буквы р без всяких изменений в финали предшествующего слога, то есть кунр, цзяор, цзиньр, вэйр, ваньир, цзыгэр, хуар. При передаче географических названий этот слог передаётся как -эр, за исключением тех случаев, когда ему предшествует слог, оканчивающийся на -э: Дэрбуканхэ вместо Дээрбуканхэ.
В китайских словах, которые в передаче традиционной русской транскрипции при слитном написании можно прочесть и как односложные, совпадающие со стандартным китайским слогом, и как двусложные (в пиньине разделяемые апострофом), в случае необходимости следует ставить знак апострофа при двусложном прочтении, как и в пиньине, например: су’ань (два слога) и суань, Ху’айнань (три слога) и Хуайнань (два слога), Фан Цзу’ань (в имени два слога) и Фан Цзуань (в имени один слог), Ли Цзо’у (в имени два слога) и Ли Цзоу (в имени один слог), Го’уюань «Государственный совет» (три слога) и гоуюань «1) собачий двор; 2) невзлюбить» (два слога) и т. д. Апостроф: а) ставится после слога на у или ю (то есть гу, ду, эку, ку, лу, дю, ну, ню, су, сю, ту, ху, цзу, цзю, цу, цю, чжу, чу, шу, ю) перед слогами а, аи, ань и э; б) употребляется после слога на о перед слогом на у, кроме слогов бо, во, бяо, дяо, мяо, няо, пяо, тяо, поскольку в китайском языке имеется слог су, но нет слогов *боу, *воу, *бя, *дя, *мя… *пя, *тя и других. При передаче географических названий апостроф опускается.

### Передача слога hui
Слог hui произносится как [xuəi], что отражено в написании кириллицей как хуэй (напр. хуэйцзу) и заодно позволяет избежать неблагозвучия в русском языке. В топонимах данный слог, как правило, записывается как хой (напр., Аньхой, Хойчан). Некоторые авторы ошибочно используют буквальную транслитерацию пиньиня, что создаёт варианты транслитерации: 安徽 Аньхой — Аньхуй, 回族 хуэйцзу — хуйцзу.
Слогом хуэй (hui) могут быть записаны китайские фамилии и имена (напр. 辉 Huī) или их часть. Это также название народа (回 huí) (тж. хуэйцзу) и одного из китайских языков/диалектов хой (徽 Huī).

### Передача слогов feng, meng, fen, men
В научной и художественной литературе, изданной на русском языке, при транскрипции имён собственных и в терминологии часто встречается двоякое написание слогов мэн — мын, мэнь — мынь, фэн — фын, фэнь — фынь, пэн — пын. Но начиная с 50-х годов XX в. предпочтение стало отдаваться написаниям с буквой э.

в целях сохранения преемственности написаний географических названий и из-за большого объёма накопленных картографических и справочных материалов, изданных различными ведомствами или имеющихся в их распоряжении (лоции, различные карты, справочники, картотеки и т. д.), в этой области собственных названий предлагается пока оставить традиционное написание четырёх слогов через ы — мын, Мынь, фын, фынь, но приводить их в скобках после написаний с э, например Кайфэн (Кайфын), Сяомэнь (Сяомынь) и так далее.
Тем не менее в настоящее время существует два варианта передачи этих слогов:
1. В одном они передаются как фын, мын, фынь, мынь, этот вариант используется только в географических названиях (в частности, на картах, в справочниках и энциклопедиях), например, Аомынь, Кайфын, Тяньаньмынь[6].
2. Во втором эти слоги передаются как фэн, мэн, фэнь, мэнь, он используется в словарях и при передаче других имён собственных и китайских реалий, например, фэншуй, фамилии Мэн, Фэн.

### Склонение
Слова, оканчивающиеся на простые гласные -о, -э, -и, -у, -ы и дифтонги -е, -ю, -я, -ао, -яо, -оу, -уа, -юэ, не склоняются независимо от грамматического рода.
Китайские географические названия и личные имена, оканчивающиеся на -а, -я, хотя теоретически и могут изменяться по падежам (особенно слова с окончанием на -а), предпочтительно не склонять во избежание изменения конечного слога. Во всех падежах их следует писать в их изначальной форме, например: Чанша, Люйда (а не в Чанше, Люйде или в Чаншу, Люйду), у Чэнь Бода (а не у Чэнь Боды), у Сыма (а не у Сымы), Шан Цзя и т. д.
Слова, оканчивающиеся на согласную, склоняются. При склонении китайские имена не отделяются от русского окончания апострофом или дефисом, а пишутся слитно, то есть Пекина, Хайлара (а не *Пекин-а, *Хайлар’а); конечный -й при этом выпадает, как при склонении аналогичных русских названий (на Алтае и др.), например: в Шанхае (а не в *Шанхайе или *Шанхай’е), в Гуйсуе (а не в *Гуйсуйе), Юань Шикая (а не *Юань Шикай’я), о Бао Юе (а не *Бао Юйе).
Китайские имена с теми же окончаниями, относящиеся к женскому роду, не склоняются, например: у Сун Цзинлин, при Тан (династия), у баоань (народность).
В склоняемых китайских мужских фамилиях и именах (прозвищах и т. п.) изменяется по падежам только последний слог имени, например: Ма Дунлаю, Сунь Ятсеном (а не Сунем Ятсеном). Если встречается одна фамилия (без имени) или одно имя (без фамилии), то они склоняются по общим правилам, то есть у Оуяна, Чжана, Таньтаю, Вану и т. д.
Наибольшее число расхождений морфологического и синтаксического порядка вызывают китайские собственные имена с конечным -нь. Все мужские фамилии и имена изменяются по склонению образца зверь, например: Хуан Цзуньсянь, Тао Цяню, о Цюй Юане. Географические названия Китая, оканчивающиеся на -нь, желательно не склонять. Употребление номенклатурного термина (город, река, провинция и т. п.) позволяет не склонять китайские географические названия даже в том случае, когда они могут склоняться, например: в районе города Тяньцзинь, в провинции Юньнань. Но при необходимости изменения по падежам названий с конечным -нь правописание их должно быть дифференцированным в зависимости от рода номенклатурного термина. Так, названия городов, уездов, округов, островов, горных хребтов (и гор), проливов, языков следует склонять как имена мужского рода по склонению образца зверь, например: в [городах] Тяньцзине, Сиане, Аньшане, в Дахунмыне, в [уезде] Есяне, на [острове] Хайнане, на склонах Алашаня, на Тайшане, на вэньяне и т. д.
Китайские названия провинций, пустынь, равнин, деревень изменяются по падежам как существительные женского рода по склонению образца соль, например: в Хунани, Юньнани, Сычуани (провинции).

### Диалектные формы
Передача диалектных форм в китайских именах и названиях на территории Китая допускается лишь в тех случаях, если эти формы последовательно отражены на картах и в других официальных источниках, изданных с помощью китайского пиньиня (для топонимов), или закрепились в русскоязычной литературе (для других слов). Например:
- название 香港 при пекинском произношении «Сянган» может передаваться также в диалектном произношении — Гонконг (кант. Heūnggóng через посредство англ. Hong Kong);
- иероглиф 六 в названиях 六直 и 六安 передаётся в диалектном произношении лу (ср. пекин. liu — лю) — Лучжи (Luzhi), Луань (Lu’an);
- географические термины 街 «улица» (станд. jiē / цзе, диал. gai) и 堡 «крепость, селение» (станд. bǎo, bǔ, диал. pù) на территории Северо-Восточного Китая передаются в диалектной форме — гай и пу: Сыпингай, Лэнцзыпу[12].
- некоторые имена: Ли Бо (вместо станд. Ли Бай), Лу Синь (Лу Сюнь), Сунь Ятсен (Сунь Исянь), Чан Кайши (Цзян Цзеши), Чань Лим Бак (Чэнь Ляньбо), Лю Цзе Дань (Лю Чжидань), Юн Вин (Жун Хун) и другие[13].

Для имён и названий, представленных за пределами Китая (в том числе в Гонконге, Малайзии, Сингапуре, Индонезии и др.) в диалектных формах, рекомендуется использовать системы транскрипций с соответствующих китайских тополектов: кантонско-русской, южноминьско-русской и других.

### Традиционные и национальные названия
В традиционной записи приводятся имена известных людей, вошедшие в русский язык через язык-посредник: Конфуций (Кун-фу-цзы).
Наиболее известные устоявшиеся исключения среди топонимов: Пекин (Бэйцзин), Нанкин (Наньцзин), Харбин (Хаэрбинь).
Названия на территории национальных автономий, имеющие исходное название на языке титульного этноса (уйгурском, тибетском, монгольском), транскрибируются не с китайского, а с соответствующего языка.
Топонимы, передаваемые по-русски в соответствии с традиционным написанием либо транскрибируемые с национальных языков, приведены в соответствующем списке.

## Произношение

### Особенности произношения согласных и гласных
Согласные-аффрикаты «цз» и «ц» перед гласными «а», «о», «у», «ы», «э» произносятся твёрдо, как в словах «дзот» и «цапля» (при этом в «цз» не следует пытаться проговаривать отдельный звук «ц», а нужно читать всё сочетание, как «дз»). Перед «е», «и», «ю», «я» они читаются мягко, например; «ци» (в отличие от «цы») произносится «тьси», как в сочетании «пять сигарет», «цзе» произносится «дьзе» (с мягким «з»), как в сочетании «пядь земли». Особое внимание следует обратить на то, что в отличие от европейских и японских слов в записанных кириллицей китайских словах согласные перед «е» всегда следует читать мягко, поскольку это необходимо для различения таких слогов, как «ле» (читается, как в слове «лето») и «лэ», «се» (как в слове «село») и «сэ», «де» (как в слове «Демьян») и «дэ», «це» (как в «увидеть себя») и «цэ», «цзе» и «цзэ» и т. д. Например, Цзян Цзэминь и Цзян Цземинь это разные имена и разные люди. «Чж» читается как «дж» (например, в словах «Чжэцзян», «Чжан» она звучит так же, как в словах «джем», «джаз»).

### Ударение
При слогоделении слов, транскрибированных с китайского языка, слоги читаются согласно исходному китайскому слову: так, гласные у, о, ю, э (в сочетании юэ), стоящие рядом с другой гласной, считаются неслоговыми. Например, слогоделение проводится так (слогообразующие гласные выделены жирным): Гуан-чжоу, Шао-линь, Люань-сянь, Люэ-ян.
В двусложных собственных именах и географических названиях словоударение всегда находится на последнем слоге, например: Ли Хунчжа́н, Цзэн Гофэ́нь, полководец У Саньгу́й, Шанха́й, Гуанчжо́у, провинция Хэбэ́й и т. п.
В трёхсложных словах и оборотах главное ударение часто стоит на первом слоге, а второстепенное — на третьем слоге, например: ва́нъюаньцзи́н «телескоп», да́гуня́н «старшая дочь» и так далее. В географических названиях ударение всегда условно ставится на последнем слоге: Цзиньмыньда́о.

## Система Уэйда — Джайлза
Система Уэйда — Джайлза (или просто Уэйда, иногда Вейда — Жиля; Wade-Giles) — это возникшая позже палладицы, но раньше, чем пиньинь, система романизации стандартного китайского языка (путунхуа), в основном её используют на Тайване для передачи китайских личных имён и иногда всё ещё использующаяся в англоязычных странах.
См. перевод системы Уэйда — Джайлза в систему Палладия.